# Октаэдральное число

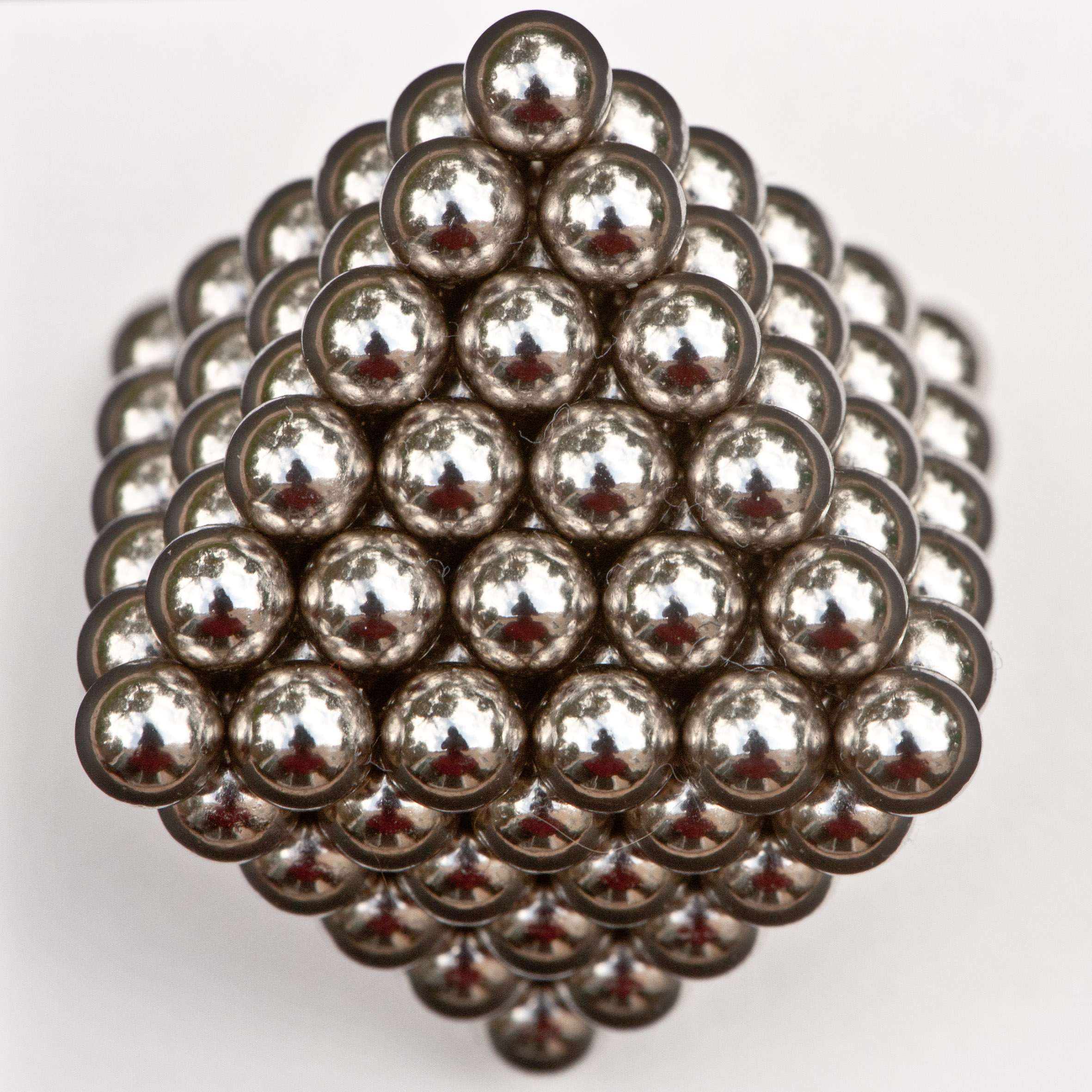
146 магнитных шариков, образующие октаэдр

Октаэдральное число — разновидность многогранных фигурных чисел. Поскольку октаэдр можно рассматривать как две квадратные пирамиды, склеенные своими основаниями (см. рисунок), октаэдральное число определяется как сумма двух последовательных квадратных пирамидальных чисел:
{\displaystyle O_{n}=\Pi _{n-1}^{(4)}+\Pi _{n}^{(4)}}
Общая формула для {\displaystyle n}-го по порядку октаэдрального числа {\displaystyle O_{n}}:
{\displaystyle O_{n}={n(2n^{2}+1) \over 3}}
Первые из октаэдральных чисел (последовательность A005900 в OEIS):
{\displaystyle 1,6,19,44,85,146,231,344,489,670\dots }
Рекуррентная формула:
{\displaystyle O_{n+1}=O_{n}+(n+1)^{2}+n;\quad O(1)=1}
Производящая функция последовательности:
{\displaystyle {\frac {x(x+1)^{2}}{(x-1)^{4}}}=\sum _{n=1}^{\infty }O_{n}x^{n}=x+6x^{2}+19x^{3}+\cdots ;\quad |x|<1}

## Связь с фигурными числами других типов
Данное выше определение связало октаэдральные числа с квадратными пирамидальными. Связь с тетраэдральными числами {\displaystyle \mathbb {T} _{n}}:
{\displaystyle O_{n}+4\mathbb {T} _{n-1}=\mathbb {T} _{2n-1}}
Геометрически эта формула означает, что если наклеить по тетраэдру на четыре не смежные грани октаэдра, то получится тетраэдр удвоенного размера.
Ещё один вид связи:
{\displaystyle O_{n}=\mathbb {T} _{n}+2\mathbb {T} _{n-1}+\mathbb {T} _{n-2}}
Эта формула вытекает из определения и того факта, что квадратное пирамидальное число есть сумма двух тетраэдральных. Другое её истолкование: октаэдр может быть разделён на четыре тетраэдра, каждый из которых имеет две изначально смежные грани.
Связь с тетраэдральными и кубическими числами:
{\displaystyle O_{n}+2\mathbb {T} _{n-1}=n^{3}}
Разность двух последовательных октаэдральных чисел есть центрированное квадратное число:
{\displaystyle O_{n+1}-O_{n}=C_{n+1}^{4}=(n+1)^{2}+n^{2}}

## Гипотеза Поллока
В 1850 году британский математик-любитель, член Королевского общества сэр Джонатан Фредерик Поллок. выдвинул предположение, что каждое натуральное число является суммой не более семи октаэдральных чисел. Гипотеза Поллока до сих пор не доказана и не опровергнута. Компьютерная проверка показала, что, скорее всего:
- 309 — самое большое число, которое требует ровно семь слагаемых;
- 11 579 — последнее число, требующее шесть слагаемых;
- 65 285 683 — последнее число, требующее пять слагаемых.

Если гипотеза Поллока верна, то доказано, что должны существовать сколь угодно большие числа, нуждающиеся
в четырёх слагаемых.

## Применение
В химии октаэдрические числа могут использоваться, чтобы описать числа атомов в октаэдрических кластерах (см. «магические кластеры»).